# Duc de York
El Duc de York és un títol de noblesa del Regne Unit. Des del segle xv ha estat habitualment concedit al segon fill del monarca britànic. Ha estat creat en 11 ocasions, 8 com a "Duc de York" i tres com a "Duc de York i Albany". Des de 1461, quan el besnet del primer duc esdevingué el rei Eduard IV, cap dels següents deu ducs el passà als seus hereus: o bé van morir sense hereus masculins o bé van ser coronats reis. El Duc actual és el Príncep Andreu, segon fill de la Reina Elisabet II. Actualment Andreu no té hereus masculins i, des del seu divorci el 1996, està solter. L'esposa del Duc de York és coneguda com la Duquessa de York.

## Història
A l'edat mitjana York (Anglaterra) era la principal ciutat del nord d'Anglaterra I seu de l'Arquebisbe de York des de l'any 735. Yorkshire era el principal comtat de la zona.
A l'interval entre la caiguda de Jorvic sota Eric el Sanguinari, darrer rei de Jòrvik († 954) i la primera creació del Ducat de York, van haver alguns comtes de York.
El títol de Duc de York va ser creat per primera vegada als Pars d'Anglaterra el 1385 per a Edmund de Langley, el quart fill supervivent d'Eduard III, i un important personatge a l'obra Ricard II de Shakespeare. El seu fill, Eduard de Norwich, que heretà el títol, va morir en la batalla d'Agincourt el 1415. El títol passà al seu nebot Ricard, fill de Richard of Conisburgh (que va ser executat per conspirar contra el rei Enric V). El jove Ricard aconseguí que li restituïssin el títol, però quan el seu fill gran, que havia heretat el títol, esdevingué Rei el 1461 com Eduard IV, el títol va fusionar-se amb la Corona.
El títol tornà a ser creat per a Ricard de Shrewsbury, segon fill d'Eduard IV. Ricard va ser un dels Prínceps a la Torre, i, en morir sense descendència, el títol s'extingí a la seva mort.
La tercera creació va ser per a Enric Tudor, segon fill d'Enric VII. Quan el seu germà gran, Arthur, Príncep de Gal·les, va morir el 1502, Enric esdevingué l'hereu al tron. Quan finalment Enric passà a ser el rei Enric VIII, els seus títols es fusionaren amb la Corona.
El títol va ser creat per quarta vegada per a Carles Stuart, segon fill de Jaume I. Quan el seu germà, Enric Frederic, Príncep de Gal·les, va morir el 1612, Carles esdevingué hereu. Va ser nomenat el 1616 Príncep de Gal·les i quan finalment passà a ser Carles I el 1625, el títol de nou passà a la corona.
La cinquena creació va ser en favor de Jaume Stuard, el segon fill de Carles I. La ciutat i l'estat de Nova York, actualment dels Estats Units van ser batejades així per aquest Duc de York en particular. Quan el seu germà el rei Carles II va morir sense hereus, Jaume el succeí al tron com Jaume II, i de nou el títol passà a la corona.
A inicis del segle xviii, el pretendent Jacobita al tron, Jaume Francesc Eduard Estuard, fill de Jaume II, donà el títol de Duc de York (entre els pars Jacobites) al seu segon fill, Enric. Jaume Francesc era conegut per aquells que rebutjaven les seves pretensions com "El Vell Pretenent"; el seu fill gran, Carles, va ser anomenat "El Jove Pretenent" (o "Bonnie Prince Charlie" entre els seus partidaris). Enric, que es convertiria en cardenal de l'Església Catòlica, va ser conegut com el Cardenal Duc de York. Pels jacobites, són els reis Jaume III, Carles III i Enric IX, respectivament (des de la perspectiva jacobita, aquesta creació del títol es combinà amb la corona a la mort de Carles, sense descendència legítima, i la successió d'Enric amb els seus drets).
Durant el segle xviii, es creà el Ducat de York i Albany en diverses ocasions entre els Pars de Gran Bretanya. El títol va ser concedit per primera vegada al Príncep Ernest Augustus de Brunswick-Lüneburg, Bisbe d'Osnabrück, el germà menor del rei Jordi I. Va morir sense hereus. La segona creació va ser pel Príncep Eduard, el germà petit del rei Jordi III, que també morí sense hereus en no haver-se casat mai. La tercera i darrera creació del Ducat de York i Albany va ser pel Príncep Frederick Augustus, el segon fill del rei Jordi III. Serví com a Comandant en Cap de l'exèrcit britànic diversos anys, i va ser el Gran Vell Duc de York (Grand old Duke of York) de la cançó popular. També va morir sense hereus.
La sisena creació del Ducat de York (sense combinar-se amb Albany) va ser pel príncep Jordi de Gal·les, segon fill d'Albert Eduard, Príncep de Gal·les, futur Eduard VII. Va ser creat Duc de York després de la mort del seu germà gran, Príncep Albert Victor, Duc de Clarence. Quan la seva àvia la Reina Victòria va morir i el seu pare succei al trono el 1901, Jordi esdevingué Príncep de Gal·les, Duc de Cornualla i Duc de Rothesay així com Duc de York. El títol passà a la corona quan Jordi succeí al seu pare com a Jordi V.
La setena creació va ser pel Príncep Albert, segon fill del Rei Jordi V i germà petit del futur Rei Eduard VIII. Albert pujà al tron inesperadament quan el seu germà abdicà, prenent el nom de Jordi VI, i el ducat passà de nou a la corona.
El títol va ser creat per vuitena vegada pel Príncep Andreu, el segon fill de la Reina Elisabet II. Actualment (2023), només té dues filles. Si en el futur no tingués cap fill mascle, la qual cosa sembla probable, el títol s'extingiria a la seva mort. Si se segueix la tradició de concedir el títol al segon fill del monarca, llavors el títol aniria a parar al Príncep Lluís, el segon fill del Príncep Guillem i de Caterina, Princesa de Gal·les, després de Guillem succeeix al seu pare. (Príncep Enric, el segon fill del actual rei, Carles III, té un altre títol, Duc de Sussex, de el seu casament ençà, car Andreu és encara vivent).
Des de la seva primera creació, cada cop que s'ha creat el ducat de York només ha tingut un únic ocupant, car aquest o bé ha pujat al tron o bé ha mort sense hereus.
L'esposa del Duc de York és coneguda com la Duquessa de York.

## Ducs

### Ducs de York

#### Primera creació, 1385–1415, 1425–1461
| Duc | Retrat             | Naixement                                                                            | Casaments                                                             | Mort                                                      |
| --- | ------------------ | ------------------------------------------------------------------------------------ | --------------------------------------------------------------------- | --------------------------------------------------------- |
| Edmund de Langley Casa de York (fundador) 1385–1402 també:Comte de Cambridge (1362) | Edmund de Langley  | 5 de juny de 1341 Kings Langley fill de Eduard III d'Anglaterra i Felipa de Hainault | Isabel de Castella i Padilla 1372 3 fills Joan de Holland sense fills | 1 d'agost de 1402 Kings Langley 61 anys                   |
| Eduard de Norwich Casa de York 1402–1415 també:Duc d'Aumale (1397–1399), Comte de Cambridge (1362–1414), Comte de Rutland (1390–1402), Comte de Cork (c. 1396) | Edward of Norwich  | 1373 Norwich fill d'Edmund de Langley i Isabel de Castella i Padilla                 | Philippa de Mohun sense fills                                         | 25 d'octubre de 1415 Agincourt 42 anys                    |
| El germà d'Eduard de Norwich, Ricard de Conisburgh, havia estat condemnat a mort i executat per traïció a l'agost de 1415. Aquesta condemna aturà el camí al seu fill Richard Plantagenet perquè succeís a Eduard fins que el rei considerà prudent restaurar-lo. |                    |                                                                                      |                                                                       |                                                           |
| Ricard Plantagenet Casa de York 1425–1460 també:Comte d'Úlster (1264), Comte de March (1328), Comte de Cambridge (1414, restaurat 1426), Lord feudal de Clare (bt. 1066–1075), Baró Mortimer of Wigmore (1331)                                                    | Ricard Plantagenet | 21 de setembre de 1411 fill de Richard of Conisburgh i Anne de Mortimer              | Cecily Neville 1437 13 fills                                          | 30 de desembre de 1460 Wakefield (West Yorkshire) 49 anys |
| Eduard Plantagenet Casa de York 1460–1461 també:Comte d'Úlster (1264), Comte de March (1328), Comte de Cambridge (1414), Lord feudal de Clare (bt. 1066–1075), Baró Mortimer de Wigmore (1331)                                                                    | Edward Plantagenet | 28 d'abril de 1442 Rouen fill de Richard Plantagenet i Cecily Neville                | Elizabeth Woodville 1 de maig de 1464 10 fills                        | 9 d'abril de 1483 Ciutat de Westminster 40 anys           |
| Eduard Plantagenet pujà al tron com Eduard IV al 1461, i tots els seus títols passaren a la corona. |                    |                                                                                      |                                                                       |                                                           |

#### Segona creació, 1474–1483
| Duc | Retrat                | Naixement                                                                          | Casaments                                       | Mort       |
| --- | --------------------- | ---------------------------------------------------------------------------------- | ----------------------------------------------- | ---------- |
| Ricard de Shrewsbury Casa de York 1474–1483 també duc de Norfolk (1477), Comte de Nottingham (1476), possiblement Comte de Warenne (1477) | Richard of Shrewsbury | 17 d'agost de 1473 Shrewsbury fill de Eduard IV d'Anglaterra i Elizabeth Woodville | Anna de Mowbray 15 de gener de 1478 sense fills | Desconegut |
| Com va morir Richard és una controvèrsia, un tòpic sovint debatut i no hi ha proves sòlides de la data o lloc de la seva mort, tot i que estava empresonat a la Torre de Londres amb el seu germà, sent popularment coneguts com els Prínceps a la Torre. És gairebé segur que va morir sense descendència, i els seus títols s'extingiren. |                       |                                                                                    |                                                 |            |

#### Tercera creació, 1494–1509
| Duc | Retrat      | Naixement                                                                              | Casaments | Mort                                           |
| --- | ----------- | -------------------------------------------------------------------------------------- | --- | ---------------------------------------------- |
| Enric Tudor Casa de Tudor 1494–1509 també:Príncep de Gal·les i Comte de Chester (1504), Duc de Cornwall (1502) | Henry Tudor | 28 de juny de 1491 Palau de Greenwich fill d'Enric VII d'Anglaterra i Elisabet de York | Caterina d'Aragó 11 de juny de 1509 1 filla Anna Bolena 25 de gener de 1533 1 filla Jane Seymour 30 de maig de 1536 1 filla Anna de Clèveris 6 de gener de 1540 sense fills Caterina Howard 28 de juliol de 1540 sense fills Caterina Parr 12 de juliol de 1543 sense fills | 28 de gener de 1547 Palau de Whitehall 55 anys |
| El germà gran d'Enric, Arthur, Príncep de Gal·les morí abans que el seu pare, de manera que Enric va ser nomenat Príncep de Gal·les i succeí el seu pare com Enric VIII al 1509, i tots els seus títols passaren a la corona. |             |                                                                                        | |                                                |

#### Quarta creació, 1605–1625
| Duc | Retrat         | Naixement                                                                                 | Casaments                                            | Mort                                           |
| --- | -------------- | ----------------------------------------------------------------------------------------- | ---------------------------------------------------- | ---------------------------------------------- |
| Carles Stuart ("Sant Carles el Màrtir") Dinastia Estuard 1605–1625 també: Príncep de Gal·les i Comte de Chester (1616), Duc de Cornwall (1337), Duc de Rothesay (1398), Duc d'Albany, Marquès d'Ormond (1600), Comte de Carrick (1598), Comte de Ross (1600), Baró Renfrew (1398), Lord Ardmannoch (1600), Lord de les Illes, Príncep i Gran Majoral d'Escòcia (1598) | Charles Stuart | 19 de novembre de 1600 Palau Dunfermline fill de Jaume I d'Anglaterra i Anna de Dinamarca | Henrietta Maria de França 13 de juny de 1625 9 fills | 30 de gener de 1649 Palau de Whitehall 48 anys |
| El germà gran de Carles Enric Frederic va morir abans que el seu pare, de manera que Carles va ser nomenat Príncep de Gal·les, i el succeí com Carles I al 1625, i els seus títols revertiren a la corona. |                |                                                                                           |                                                      |                                                |

#### Cinquena creació, (1633) 1644–1685
| Duc | Retrat       | Naixement | Casaments                                                                              | Mort                                                            |
| --- | ------------ | --- | -------------------------------------------------------------------------------------- | --------------------------------------------------------------- |
| Jaume Stuart Dinastia Estuard 1633/1644–1685 també:Duc d'Albany (1660), Comte de l'Úlster (1659) | James Stuart | 14 d'octubre de 1633 Palau de St. James fill de Carles I d'Anglaterra i d'Escòcia and Henrietta Maria de França | Anne Hyde 3 de setembre de 1660 8 fills Maria de Mòdena 21 de novembre de 1673 7 fills | 16 de setembre de 1701 Château de Saint-Germain-en-Laye 67 anys |
| El Príncep Jaume va rebre el títol de Duc de York en néixer i va ser creat oficialment al 1644. Quan el seu germà va morir sense descendència legítima, Jaume el succeí com Jaume II d'Anglaterra i VII d'Escòcia al 1685, els seus títols revertiren a la corona. |              | |                                                                                        |                                                                 |

### Ducs de York i Albany
Després de la Unió de Gran Bretanya el 1707, els reis de Hannover van lluir títols dobles, un d'un país i un de l'altre, per donar èmfasi a la unitat.

#### Primera creació, 1716-1728
| Duc | Retrat                 | Naixement                                                                                       | Casaments      | Mort                                 |
| --- | ---------------------- | ----------------------------------------------------------------------------------------------- | -------------- | ------------------------------------ |
| Príncep Ernest Augustus Dinastia Hannover 1716–1728 també:Príncep-Bisbe d'Osnabrück (1715–1728), Comte de l'Úlster (1716) | Prince Ernest Augustus | 7 de setembre de 1674 Osnabrück fill d'Ernest August de Brunsvic-Lüneburg i Sofia del Palatinat | no es casà mai | 14 d'agost de 1728 Osnabrück 53 anys |
| El Príncep Ernest era el germà petit de Jordi I i morí sense descendència                                                 |                        |                                                                                                 |                |                                      |

#### Segona creació, 1760–1767
| Duc | Retrat         | Naixement                                                                                   | Casaments      | Mort                                                       |
| --- | -------------- | ------------------------------------------------------------------------------------------- | -------------- | ---------------------------------------------------------- |
| Príncep Eduard Dinastia Hannover 1760–1767 també:Comte de Ulster (1760) | Príncep Edward | 25 March 1739 Norfolk House fill de Frederic, Príncep de Gal·les i Augusta de Saxònia-Gotha | no es casà mai | 17 de setembre de 1767 Palau del Príncep de Monaco 28 anys |
| En lloc de ser el segon fill del sobirà, el Príncep Eduard era el segon fill de, i germà petit de Jordi III. Eduard morí sense descendència quan encara no tenia 30 anys després d'una curta malaltia. |                |                                                                                             |                |                                                            |

#### Tercera creació, 1784–1827
| Duc | Retrat            | Naixement                                                                                                  | Casaments                                                       | Mort                                     |
| --- | ----------------- | --- | --------------------------------------------------------------- | ---------------------------------------- |
| Príncep Frederick Dinastia Hannover 1784–1827 també:Comte de l'Úlster (1784)                                                                                              | Príncep Frederick | 16 d'agost de 1763 Palau de St. James fill de Jordi III del Regne Unit i Charlotte of Mecklenburg-Strelitz | Frederica Carlota de Prússia 29 de setembre de 1791 Sense fills | 5 de gener de 1827 Rutland House 63 anys |
| El Príncep Frederic se separà de la seva única esposa Federica Carlota, amb la que no va tenir cap fill, però corria el rumor que havia tingut diversos fills il·legítims |                   | |                                                                 |                                          |

### Ducs de York
Després que la Reina Victòria del Regne Unit decidís no atorgar el ducat disponible al seu segon fill, com era tradicional (possiblement a causa de les seves connexions amb Hannover), concedí el ducat de York (sol, en lloc de "York i Albany"), al segon fill (tot i que llavors era el més gran viu) del seu fill.

#### Sisena creació, 1892–1910
| Duc | Retrat         | Naixement                                                                                     | Casaments                                 | Mort                                          |
| --- | -------------- | --------------------------------------------------------------------------------------------- | ----------------------------------------- | --------------------------------------------- |
| El Príncep Jordi Casa de Windsor 1892–1910 també:Príncep de Gal·les i Comte de Chester (1901), Duc de Rothesay, Comte de Carrick (1398), Comte d'Inverness (1600), Baró Renfrew (1398), Baró Killarney (1892), Lord de les Illes, Príncep i Gran Majoral d'Escòcia (1398) | Príncep George | 3 de Juny de 1865 Marlborough House fill d'Eduard VII del Regne Unit i Alexandra de Dinamarca | Maria de Teck 6 de juliol de 1893 6 fills | 20 de gener de 1936 Sandringham House 70 anys |
| El Príncep George succeí com Jordi V al seu pare al 1910 quan aquest morí, i els seus títols passaren a la corona. |                |                                                                                               |                                           |                                               |

#### Setena creació, 1920–1936
| Duc | Retrat            | Naixement                                                                | Casaments                                      | Mort                                          |
| --- | ----------------- | ------------------------------------------------------------------------ | ---------------------------------------------- | --------------------------------------------- |
| El Príncep Albert Casa de Windsor 1920–1936 també:Comte d'Inverness, Baró Killarney (1920)                                | El Príncep Albert | 14 de desembre de 1895 Sandringham House fill de Jordi V i Maria de Teck | Elisabet Bowes-Lyon 26 d'abril de 1923 2 fills | 6 de febrer de 1952 Sandringham House 56 anys |
| El Príncep Albert pujà al tron com a Jordi VI després que el seu germà abdiqués al 1936, i el seu títol passà a la corona |                   |                                                                          |                                                |                                               |

#### Vuitena creació, 1986–Present
| Duc                                                                                            | Retrat            | Naixement                                                                       | Casaments                                                                            | Mort             |
| ---------------------------------------------------------------------------------------------- | ----------------- | ------------------------------------------------------------------------------- | ------------------------------------------------------------------------------------ | ---------------- |
| El Príncep Andreu Casa de Windsor 1986–present també:Comte d'Inverness, Baró Killyleagh (1986) | El Príncep Andreu | 19 de febrer de 1960 Palau de Buckingham fill de Elisabet II i Felip d'Edimburg | Sarah Margaret Ferguson 23 de juliol de 1986 – 30 de maig de 1996 (divorci) 2 filles | posseïdor actual |
| El Príncep Andreu no té fills.                                                                 |                   |                                                                                 |                                                                                      |                  |

## Possible futur del títol
Segons la llei actual, la vuitena creació del títol s'extingiria a la mort del Príncep Andreu (tret que tornés a casar-se i tingués un fill), i llavors el monarca podria recrear de nou el títol. Podria ser que fos recreat per al Príncep Enric, excepte si es casés abans o que el Príncep Andreu morís abans.
Els ducats de York, Cornwall, Lancaster, Clarence i Gloucester formen el grup original creat entre 1337 i 1385. El Príncep Carles actualment és el Duc de Cornwall, la Reina és la Duquessa de Lancaster, i el seu cosí Ricard és el Duc de Gloucester. De tots ells, l'únic que actualment no existeix és el de Clarence, atorgat per darrera vegada per la Reina Victòria del Regne Unit al seu net, el Príncep Albert Victor, qui morí el 1892.